# キミキス
『キミキス』は、2006年にエンターブレインから発売された、PlayStation 2用恋愛シミュレーションゲームソフト。インターネットラジオ番組を皮切りに、ドラマCD化や漫画化、小説化、テレビアニメ化といったメディアミックス展開も積極的に行われた。

## 概要
過去にエンターブレインが発売した恋愛シミュレーションゲームソフト『トゥルー・ラブストーリー』シリーズのスタッフが制作に携わっており、同シリーズとの類似性や関連性が見られる。2008年には、改良廉価版である『eb!コレ エビコレ+ キミキス』が発売された。エビコレ+とは、エンターブレインによる制作・著作ソフトの改良廉価版の名称で、「eb! collection plus」の略。広告展開におけるキャッチコピーは、オリジナルであるフルプライス版が「キス…でしか伝わらない想い…」、エビコレ+版が「この想い、もっと伝えたい…」。
本作の設定においては、次作の『アマガミ』と共通している部分がある。
- 『キミキス』の舞台は「輝日南（きびな）」、『アマガミ』は「輝日東（きびと）」という架空の街である。「輝日南」と「輝日東」は隣接地という設定。
- 『キミキス』登場人物に酷似した者が、『アマガミ』でも似たような名前で数名登場している。ただし、同一人物ではない。

次作を挟み、ゲーム発売から後年となる2017年には、世界観や一部スタッフが共通するアニメオリジナル作品『セイレン』も放送された。

## あらすじ
主人公（デフォルト名は相原光一）は高校2年生の少年。今日から新学期。まだキスどころか恋愛の経験もなく、高校生活も残り半分過ぎてしまったことに気付く。このままではいけないと思った彼は、積極的に行動を起こそうと誓う。少年は様々な女の子と出会い、一つ一つの行動を選んで付き合いを深めた末に、勇気を出せば、きっと想いが通じるはず……。

## システム
一日の最初に、訪問先となる、13のエリアに分けられた各校内施設を選択する。訪問時間帯は、
休み時間1・休み時間2・昼休み・放課後
の4つに分けられており、訪問エリアを決定すると、後は各時間帯に沿って自動的に移動していく。食堂は昼休みと放課後のみ選択可能。これらの場所でヒロインと遭遇した際に会話（マッチング会話）を行ったり、イベントが発生することで好感度が上昇していく。ヒロインとの親密度は、LV0 - 4の5段階に分かれた恋愛LVによって表される。各段階において好感度ゲージを最大まで伸ばし、アタックに成功すると次の段階へと昇格する仕組みである。各ヒロインとのエンディングを迎える為には、最高レベルで好感度ゲージを最大まで伸ばした上で、アタックを成功させる必要がある。

### マッチング会話
各場所において遭遇したヒロインと会話を行うイベント。本作のゲームシステムの中心であり、『トゥルー・ラブストーリー』シリーズの下校会話に相当する。

### 話題袋
任意で編集可能な、16個の話題を入れる袋。マッチング会話時にはこの中から5つが現れ、それを選択することで会話を行う。話題を1つ消費するごとに、新たに袋から1つずつ補充される。話題の登場順は編集時の並べ方に従い、会話時での変更はできない。編集は一日の終わりに自室にて行う。複数の同じ話題を、所持数の限界まで袋に入れることもできる。あらかじめ話題が組まれた固定袋が6種類用意されており、それ以外として、中身を自由に編集可能なフリー袋が14存在する。
話題にはカテゴリが存在し、更にテーマ別で分けられている。以下はその代表例。
- 学校生活カテゴリ
  - 部活：部活の活動内容や、部活に所属しない理由などを話す。
  - 制服：会話相手が制服が似合っている、などと褒めることが多い。
  - 先生：部活顧問や川田について話すことが多い。
- 食べ物カテゴリ
  - 食事：好きな食べ物や、朝食を摂ることの有無などについて話す。
  - 甘いもの：和菓子と洋菓子のどちらが好きか、または好きなこれらの菓子について話す。
  - ドリンク：好きな飲み物について。

話題袋に収納可能な話題には、それぞれ所持数が設けられている。初期では基本的な話題を1つずつしか所持していないが、イベントの発生やゲームクリアにより同じ話題を複数所持したり、新しい話題を入手することもできる。ヒロインごとに、話題への好き嫌いが存在し、その嗜好はイベントや恋愛レベルで変化する。

### ルート
各ヒロインと遭遇後の初期段階（LV0）で獲得した好感度パラメータ比率により、ヒロインごとのメインストーリーは2種類のルート分岐が決定される。
スキルート 【LV0にてハートマークの方を多く取得した場合のLV1以降】
ヒロインとの恋愛模様を中心とした物語が展開される。
ナカヨシルート 【LV0にて音符マークの方を多く取得した場合のLV1以降】
ヒロインとの恋愛物語であるが、コメディタッチの傾向が強い。また、スキルートと比較し、該当ヒロインが他のキャラクターと絡むエピソードが多い。
エンディングはルートにより内容が若干異なる。使用されるグラフィックは同じであるが、台詞がルートに則したものとなる。

## 登場人物
輝日南（きびな）高校とその周辺地域を舞台に、以下のキャラクター達が登場する。
声優はゲーム版・ドラマCD版・テレビアニメ版共通。ゲーム版は主人公の声なし。

### メインキャラクター
相原 光一（あいはら こういち）
声 - 水島大宙（ドラマCD版）
クラス：2年A組
主人公。一人称は「僕」。
高校2年の夏を終えて一念発起し、新学期から積極的になろうと決意。約1ヶ月後の学園祭を、好きな女の子と一緒に周ることを目標とする。
星乃 結美（ほしの ゆうみ）
声 - 小清水亜美
「内気なヒロイン」
クラス：2年A組 / 身長：160cm / スリーサイズ：B83（D）/ W57 / H84 / 血液型：A型 / 誕生日：1月12日 / 星座：山羊座
好きな事：読書・お掃除・整理整頓
苦手な事：人前で話すこと・目立つこと
主人公の呼び方：あなた
主人公のクラスメイト。物静かで引っ込み思案ながら、掃除や片付けなど目立たないところで皆に貢献する心優しい少女。本が好きで、図書委員を務めている。得意料理は煮物。吹き出物が出来てしまうので、ナッツ類は嫌い。
公式サイトでの人気投票では第3位。
里仲 なるみ（さとなか なるみ）
声 - 水橋かおり
「かわいい下級生」
クラス：1年A組 / 身長：147cm / スリーサイズ：B75（B）/ W56 / H78 / 血液型：B型 / 誕生日：4月8日 / 星座：牡羊座
好きな事：うどん・先輩（主人公）・マンガ
苦手な事：じっとしていること・くら〜い雰囲気
主人公の呼び方：先輩
主人公に憧れる、ひとつ年下の後輩。いつも明るく元気いっぱいで、失敗してもクヨクヨしない。実家が讃岐うどん屋。うどん娘。将来お店を手伝いたいと思っている。
公式サイトでの人気投票では第9位で、メインヒロインの中で唯一人6位には届かなかった。
水澤 摩央（みずさわ まお）
声 - 池澤春菜
「年上の幼なじみ」
クラス：3年C組 / 身長：162cm / スリーサイズ：B89（F）/ W58 / H87 / 血液型：O型 / 誕生日：2月27日 / 星座：魚座
好きな事：おしゃべり・ファッション
苦手な事：勉強
主人公の呼び方：あなた（文章上では下の名前が表示）
主人公の幼馴染で、高校3年生。中学生までは「超」が付くほどのガリ勉だったが、受験失敗を機に行動が一変、流行やファッションを熱心に追いかけるようになった。受験失敗の後遺症で勉強アレルギーを発症しており、教科書に触るだけでジンマシンが出る。好物はカニ。
公式サイトでの人気投票では第2位。
咲野 明日夏（さきの あすか）
声 - 広橋涼
「スポーツ大好きサッカー娘」
クラス：2年C組 / 身長：164cm / スリーサイズ：B88（E）/ W58 / H88 / 血液型：B型 / 誕生日：8月9日 / 星座：獅子座
好きな事：サッカー・スポーツ全般
苦手な事：勉強や読書・うじうじしたこと・オフサイド
主人公の呼び方：あなた
主人公と同学年で、サッカーを始めとしたスポーツ大好き少女。輝日南高校には女子サッカー部が無いため、試合へは出場できないのを承知の上で、男子サッカー部に所属している。恋愛と勉強は苦手。
公式サイトでの人気投票では第4位。
二見 瑛理子（ふたみ えりこ）
声 - 田中理恵
「冷たい天才」
クラス：2年B組 / 身長：162cm / スリーサイズ：B78（B）/ W55 / H79 / 血液型：AB型 / 誕生日：11月1日 / 星座：蠍座
好きな事：ひとりでいること・実験・考えごと・ジャンクフード
苦手な事：おせっかい・人混み
主人公の呼び方：あなた
主人公と同学年で、IQ190以上の天才少女。その頭脳ゆえに幼少時から親から過保護にされ、活発な遊びをさせてもらえなかった。そうした生い立ちから孤独を好むようになり、心を閉ざしているところがある。左利き。
公式サイトでの人気投票では第1位。
祇条 深月（しじょう みつき）
声 - 能登麻美子
「従順なお嬢様」
クラス：2年B組 / 身長：158cm / スリーサイズ：B77（B）/ W55 / H78 / 血液型：A型 / 誕生日：10月19日 / 星座：天秤座
好きな事：好きな人に尽くすこと・伝統のあるもの
苦手な事：嘘・間違った行い
主人公と同学年で、本物の「深窓の令嬢」。ピアノやバレエ等、幼い頃から様々な英才教育を受けている。毎朝家のリムジンで登校するが、駐車迷惑となるので、下校時は徒歩と決めている。街の郊外に位置する、広大なきびな池の周囲半分及びきびな公園の大部分は祇条家の敷地となっている。産まれる前から親に定められた婚約者がおり、出会える日を心待ちにしている。前述の習い事も、婚約者と結ばれた時に家の名に恥無い良き妻となるため。ちなみに婚約者の名は主人公（デフォルトで相原光一）の名に似ているらしい。ささいなきっかけから主人公を婚約者と勘違いしてしまうが、その際呼称を『ご主人様』とするなど、一般とは少しずれた感性を持っている。普段はおとなしいが、芯は強い。父親にあまり男と会話しないように言いつけられている。
公式サイトでの人気投票では第5位。
CVを担当した能登麻美子は役として『ご主人様』と言ったのは初めてだったようで、台本を読んだ際には驚いたようである。“なんでも受けとめてくれる”キャラクターという印象だったらしい。
栗生 恵（くりゅう めぐみ）
声 - 中原麻衣
「男に生まれたかった正義感の塊」
クラス：2年A組 / 身長：身長：149cm / スリーサイズ：B81（C）/ W58 / H82 / 血液型：O型 / 誕生日：5月11日 / 星座：牡牛座
好きな事：規律正しい行動・公明正大・男らしい行為・正義感
苦手な事：なよなよした男・卑怯な行為
主人公の呼び方：あなた
主人公のクラスメイトで、風紀委員を務めている。親の決めた「めぐみ」という名が気に入らないため、「めぐむ」と自称している。家が柔道の道場で、父親に厳しく育てられた有段者。
誰か一人を攻略すると、以後、選択肢次第で登場するようになる。

### サブキャラクター
相原 菜々（あいはら なな）
声 - 野川さくら
「兄が大好きな妹」
クラス：1年A組 / 身長：146.5cm / スリーサイズ：B73（AA）/ W58 / H79 / 血液型：A型 / 誕生日：3月1日 / 星座：魚座
好きな事：おにいちゃん・デコちゅ〜（おでこにキス）
苦手な事：ひとりぼっち
主人公の呼び方：おにいちゃん
主人公の妹。なるみとはクラスメイト。兄である主人公のことが大好き。寝る時は輝日南カエルの「IWAO」というぬいぐるみを抱いている。『トゥルー・ラブストーリー』シリーズの妹（姉）キャラクターと同様、女の子の情報を教えてくれる。
恵を除く6人を一通り攻略すると、以後、選択肢次第で攻略対象として選べるようになる。
川田 知子（かわだ ともこ）
声 - 川澄綾子
「かわいいお姉さん先生」
クラス：3年C組担任 / 担当教科：現代国語 / 身長：164cm / スリーサイズ：B86（D）/ W59 / H90 / 血液型：O型 / 誕生日：6月24日 / 星座：蟹座
好きな事：恋の話・占い
苦手な事：忘れ物（特に宿題）
主人公の通う高校の教師で、水泳部の顧問でもある。服の下に水着を常備しており、僅かであるが胸元から生地が見えている。摩央のクラスの担任で、生徒達からは人気。あだ名は「トモちゃん」。特技は占い。
元来は同級生としてデザインされたキャラで、一旦ボツとなった後に先生として採用された。
後述の『キミキス ちょっとおまけ劇場』において、彼女との恋愛が展開するシナリオが登場した。
柊 明良（ひいらぎ あきら）
声 - 福山潤
「ちょっとニヒルな同級生」
クラス：2年A組 / 身長：172cm / 血液型：O型 / 誕生日：1月29日 / 星座：水瓶座
好きな事：友情
苦手な事：かっこ悪いこと
主人公の恋愛を応援することもある素直な親友。更には成績優秀、運動神経抜群とモテる要素は豊富だが、彼女はいない様子。基本的には進行役・アドバイザー的な役割ではある。
飛羽 愛美（ひば まなみ）
声 - 原田ひとみ
クラス：1年C組
なるみの友人で、うどん同好会のメンバー。なるみからは「まなちゃん」と呼ばれている。晩夏が舞台である、このゲーム内唯一の長袖服着用者。
次作 『アマガミ』には、彼女と酷似し、担当声優も同一の「飛羽 愛歌（ひば まなか）」というキャラクターが引き続き登場している。
夕月 薫子（ゆづき かおるこ）
声 - 佐藤泉美
クラス：1年B組
なるみの友人で、うどん同好会のメンバー。なるみからは「るっこちゃん」と呼ばれている。
次作 『アマガミ』には、彼女と酷似し、担当声優も同一の「夕月 琉璃子（ゆづき るりこ）」というキャラクターが引き続き登場している。
里仲 軍平（さとなか ぐんぺい）
声 - 大橋隆昌
なるみの祖父で、讃岐うどん屋「里なか」の店主。白髪。
小早川 美千（こばやかわ みち）
声 - 佐藤泉美
明日夏に憧れる、1年の女子生徒。おでこの絆創膏が特徴。
霧島 敬子（きりしま けいこ）
声 - 原田ひとみ
メガネをかけた美人補導員。学生達を取り締まるべく、ゲームセンター等を日々パトロールしている。
さつき
声 - ？
摩央の友人その1。
ひろみ
声 - ？
摩央の友人その2。
ゆみこ
声 - 佐藤泉美
摩央の友人その3。制服が摩央らと異なるため、他の高校の生徒と推測される。
リョウ・トシ
明日夏と同じ男子サッカー部員。
リンゴ
祇条邸にて飼われているドーベルマン種の犬。深月に近付く男性を嫌う傾向がある。
食おば
「食堂のおばちゃん」の略と思われるが、ゲーム内ではこれ以外の表記はされず、グラフィックも用意されていない。

### ドラマCD版オリジナルキャラクター
相原 光一（あいはら こういち）
ドラマCD「キミキス」 Vol.1、および「キミキス」ドラマCD セカンドシーズン Vol.1 - Vol.3 の主人公。

飯島 尚人（いいじま なおと）
声 - 日野聡
ドラマCD「キミキス」 Vol.2 の主人公。
桜井 俊介（さくらい しゅんすけ）
声 - 私市淳
ドラマCD「キミキス」 Vol.3 の主人公。

### アニメ版オリジナルキャラクター
真田 光一（さなだ こういち）
声 - 日野聡、中尾衣里（子供時代）
アニメ版主人公の1人。名前の光一はゲーム版（標準時）主人公の名である光一から取られている。
原作ゲームの主人公に近いイメージで作られており、結美との順調な交際を中心に物語が進行してゆくが、最終回において本当の気持ちを告白する。
相原 一輝（あいはら かずき）
声 - 水島大宙、豊崎愛生（子供時代）
アニメ版主人公の1人。名字の相原はゲーム版（標準時）主人公の姓である相原から取られている。
原作ゲームとは髪の色も異なり、活動的なキャラクター。瑛理子・明日夏との三角関係を中心に物語が進行する。終盤に近づくにつれ、女性の扱いが大きく向上する場面が増える。
甲斐 栄二（かい えいじ）
声 - 櫻井孝宏
サックス奏者を目指す摩央のクラスメイト。摩央以外の女子生徒とは最後まで全く接点を持たず、摩央との順調な交際を中心に物語が進行するが…。

## EDテーマソング
「First Kiss」
歌：星乃結美（cv:小清水亜美） / 作詞：u=ar=oK / 作曲：A-Chap
後述の『キミキス 〜original sound tracks〜』にも収録。

## 携帯アプリ版
ジー・モードにより移植され、2007年10月より配信が開始された。当初はNTTドコモ向けのみで、順次ソフトバンク・auにも対応した。
2008年8月には番外編的ストーリーの『キミキス sideB』がリリースされている。
キミキス（携帯アプリ版）
攻略キャラクターは6人（星乃結美、里仲なるみ、水澤摩央、咲野明日香、二見瑛理子、祇条深月）。
フルボイスではないパートボイス、ナカヨシルートや話題袋の省略など、PS2版と比べ機能が制限されている。
配信開始日 NTTドコモ：2007年10月29日 / ソフトバンク：2008年5月14日 / au：2008年5月29日
キミキス sideB
攻略キャラクターに栗生恵を追加。PS2版におけるナカヨシルートのシナリオが展開する。
グラフィックやイベント演出が強化され、ボイス数も前作と比べ3倍以上となった。
配信開始日 NTTドコモ：2008年8月4日 / ソフトバンク：2008年12月17日 / au：2008年11月13日

## アマガミ ぬくぬくまーじゃん
2011年に発売された『エビコレ+ アマガミ』において、複数話にまたがる専用シナリオ上で麻雀が遊べるミニゲーム『アマガミ ぬくぬくまーじゃん』が搭載された。これには『キミキス』編のストーリーも用意されており、同一声優による新規録り下ろしのキャラクターボイスが収録されている。
登場キャラクターは、攻略対象のヒロイン8名に加えて、川田知子と柊明良とIWAO（こちらでは“イワオ”表記）の全11名。フリー対戦モードでは、両作品のキャラクター同士での混戦も可能となっている。なお、立ち姿のグラフィックパターンが閲覧できる「おまけモード」でも『キミキス』キャラクターが表示可能となっており、元ゲームである『キミキス』の同モードでは対象外だった川田や柊の表示が実現した。

## 購入特典
ソフト発売当初、数量限定購入特典が配布された。
フルプライス版：ドラマCD 『プレリュードキス』CD
一人芝居によるモノローグ形式で進行する、各ヒロインの自己紹介を兼ねたショートドラマ集。菜々となるみ、川田知子の三名によるショートドラマも収録。
エビコレ+版：『キミキス ちょっとまとめ劇場』
後述の『キミキス ちょっとおまけ劇場』を1枚のDVD-ROMにまとめ、更に以下のコンテンツを加えたもの。
- もうちょっとおまけ劇場

フルプライス版発売一周年記念として、公式サイト上でダウンロード配信していたショートストーリーゲーム。
- 川田先生のドキドキ運勢占い

同社刊『TECH GIAN』誌2006年7月号の付録CD-ROMに収録されていた占い。パスワード入力により、恵との相性も占える。
- ドラマCD 『プレリュードキス』CD

フルプライス版の特典CDをMP3形式で収録したもの。
- 瑛理子のチョコっと工場

エビコレ+版発売日であるバレンタインデーにちなんだ新規コンテンツ。

## 関連商品

### ゲーム書籍
エンターブレイン刊。
| 種別             | 書籍名                                  | 図書コード             | 発売日        |
| ---------------- | --------------------------------------- | ---------------------- | ------------- |
| 攻略本           | キミキス オフィシャルコンプリートガイド | ISBN 978-4-7577-2852-3 | 2006年6月8日  |
| ビジュアルブック | キミキス ex.1                           | ISBN 978-4-7577-2815-8 | 2006年5月19日 |
| ビジュアルブック | キミキス ex.2                           | ISBN 978-4-7577-2816-5 | 2006年6月9日  |

### CD
サウンドトラックCD 【発売元：TWOFIVE RECORDS】
キミキス 〜original sound tracks〜 （2006年5月26日発売）
キャラクターソングCD 【発売元：TWOFIVE RECORDS】
| タイトル                                                             | 発売日         |
| -------------------------------------------------------------------- | -------------- |
| キミキス キャラクターソングCD vol.1 「星乃結美&里仲なるみ」          | 2006年7月28日  |
| キミキス キャラクターソングCD vol.2 「二見瑛理子&祇条深月」          | 2006年9月30日  |
| キミキス キャラクターソングCD vol.3 「水澤摩央&咲野明日夏」          | 2006年11月29日 |
| kimikiss -Vocal Collection-                                          | 2007年7月20日  |
| 亜美とかおりのキミキス チューニングアップ♪主題歌 「恋のChuing Up！」 | 2006年9月8日   |

ドラマCD
| タイトル                                                                              | 発売日         | 発売元           |
| ------------------------------------------------------------------------------------- | -------------- | ---------------- |
| ドラマCD「キミキス」 Vol.1 ふたりだけのキスシーン 〜星乃結美〜                        | 2006年8月23日  | エンターブレイン |
| ドラマCD「キミキス」 Vol.2 ふたりのラブラブうどん 〜里仲なるみ＋菜々〜                | 2006年10月25日 | エンターブレイン |
| ドラマCD「キミキス」 Vol.3 星の数よりキスして 〜二見瑛理子〜                          | 2006年12月20日 | エンターブレイン |
| 「キミキス」ドラマCD セカンドシーズン Vol.1 恋のキックオフ！ 〜咲野明日夏編〜         | 2007年7月25日  | ランティス       |
| 「キミキス」ドラマCD セカンドシーズン Vol.2 ドキドキサマーバケーション 〜水澤摩央編〜 | 2007年8月22日  | ランティス       |
| 「キミキス」ドラマCD セカンドシーズン Vol.3 私のご主人様 〜祇条深月編〜               | 2007年9月26日  | ランティス       |

※ラジオCDについては、後述のインターネットラジオ番組の各項を参照されたい。

### ファンディスク
キミキス ちょっとおまけ劇場
エンターブレイン刊『TECH GIAN』誌の2007年2月号から4月号まで、3ヶ月連続企画として、アドベンチャーゲーム形式の追加シナリオ集を収録したCD-ROMが付属された。動作環境はPS2ではなく、Windows上となっている。
| ディスク | メインヒロイン       | タイトル                                                                 | 雑誌発売日     |
| -------- | -------------------- | ------------------------------------------------------------------------ | -------------- |
| EX1      | 栗生恵他、全ヒロイン | 『夏の夜は肝試しっ！』                                                   | 2006年12月21日 |
| EX1      | 二見瑛理子           | 『彼女の落書き』                                                         | 2006年12月21日 |
| EX1      | 祇条深月             | 『わんわんロック』                                                       | 2006年12月21日 |
| EX2      | 全ヒロイン           | 『行け行けっ！ うどん同好会』                                            | 2007年1月20日  |
| EX2      | 全ヒロイン           | 『秘密の集いうどん』（全シナリオクリア後、上記シナリオ内選択肢より分岐） | 2007年1月20日  |
| EX2      | 咲野明日夏           | 『オレンジデイズ』                                                       | 2007年1月20日  |
| EX2      | 水澤摩央             | 『日曜日の家庭教師』                                                     | 2007年1月20日  |
| EX3      | 川田知子             | 『思い出が笑顔に変わるまで』                                             | 2007年2月21日  |
| EX3      | 里仲なるみ           | 『秋風の帰る場所』                                                       | 2007年2月21日  |
| EX3      | 星乃結美             | 『終わらない夏』                                                         | 2007年2月21日  |

## 漫画
複数の出版社より、それぞれ異なる漫画化作品が、連載または読み切りで発表された。

### 連載作品
キミキス
- 作画：こくら雅史
- エンターブレイン『ファミ通PS2』掲載（2006年6月30日号より開始）

キミキス 〜lyrical contact〜
星乃結美がメインヒロイン。水澤摩央・里仲なるみ・栗生恵は登場しない。
- 作画：黒井みめい
- スクウェア・エニックス『ガンガンパワード』掲載（Vol.1 / 2006年6月発売 - Vol.5 / 2007年2月発売）
- レーベル：ガンガンコミックス（全1巻 / ISBN 978-4-7575-1996-1 / 2007年4月21日発売）

キミキス -various heroines-
連載シリーズ、および読み切り回ごとにヒロインによってそれぞれ異なるストーリーが展開されるオムニバス形式。里仲なるみ編を除き、各メインヒロイン1人につき1巻ごとの構成となっている。それぞれの時系列もまちまちで、二見瑛理子編においては、原作ゲームにはない冬季からスタートする。いずれも内容は、概ねゲームの「スキルート」もしくは「ナカヨシルート」を踏襲しているが、一部大きく展開を変えたものもある。
- 作画：東雲太郎
- 白泉社『ヤングアニマル』掲載（連載シリーズ版 2006年17号 - 2008年22号）
- 白泉社『ヤングアニマルあいらんど』掲載（読み切り特別版 no.5 - no.8）

| 号数 | 収録話           | サブタイトル             | 発売日         | 備考                                   | 備考 |
| ---- | ---------------- | ------------------------ | -------------- | -------------------------------------- | ---- |
| no.5 | 菜々編           | ノーカウント             | 2006年7月30日  | 本誌連載に先駆けて掲載                 |      |
| no.6 | 川田知子編       | いい男になったら…        | 2007年11月11日 |                                        |      |
| no.7 | 二見瑛理子特別編 | 高3の夏休み              | 2008年10月12日 |                                        |      |
| no.8 | 里仲なるみ編     | その後の「ノーカウント」 | 2009年3月27日  | 『アマガミ precious diary』第1巻に収録 |      |

- レーベル：ジェッツコミックス（全5巻）

| 巻数  | 連載分収録編      | 読み切り分収録話 | 図書コード             | 発売日         |
| ----- | ----------------- | ---------------- | ---------------------- | -------------- |
| 第1巻 | 水澤摩央編 8話    | 菜々編           | ISBN 978-4-592-14441-0 | 2007年2月28日  |
| 第2巻 | 咲野明日夏編 9話  | -                | ISBN 978-4-592-14442-7 | 2007年9月28日  |
| 第3巻 | 祇条深月編 9話    | 川田知子編       | ISBN 978-4-592-14443-4 | 2007年12月20日 |
| 第3巻 | DVD付初回限定版   | DVD付初回限定版  | ISBN 978-4-592-14453-3 | 2007年12月20日 |
| 第4巻 | 二見瑛理子編 10話 | -                | ISBN 978-4-592-14444-1 | 2008年8月29日  |
| 第5巻 | 星乃結美編 9話    | 二見瑛理子特別編 | ISBN 978-4-592-14445-8 | 2009年3月27日  |

キミキス 〜スウィートリップス〜
読み切り回ごとにヒロインが異なるオムニバス短編形式。ヒロイン視点で描かれている。
- 作画：糸杉柾宏
- 掲載誌：秋田書店『チャンピオンRED いちご』（VOL.1 / 2006年12月発売 - VOL.8 / 2008年6月発売)
- レーベル：チャンピオンREDコミックス（全2巻）

| 巻数  | 収録話                                                      | 図書コード             | 発売日         |
| ----- | ----------------------------------------------------------- | ---------------------- | -------------- |
| 第1巻 | 菜々編1、二見瑛理子編、祇条深月編、栗生恵編、水澤摩央編     | ISBN 978-4-253-23251-7 | 2007年10月19日 |
| 第2巻 | 星乃結美編、咲野明日夏編、川田知子編、里仲なるみ編、菜々編2 | ISBN 978-4-253-23252-4 | 2008年7月18日  |

キミキス after days
二見瑛理子との、ゲーム終了以降のストーリーを描いたもの。
- 作画：佳月玲茅、構成：香月アイネ
- スクウェア・エニックス『ガンガンパワード』掲載（Vol.9 / 2007年10月発売 - Vol.12 / 2008年4月発売）
- レーベル：ガンガンコミックス（全1巻 / ISBN 978-4-7575-2306-7 / 2008年6月21日発売）

### 描き下ろしアンソロジー作品
| レーベル                                | 書籍名                                  | 図書コード             | 発売日         | 備考                                                   |
| --------------------------------------- | --------------------------------------- | ---------------------- | -------------- | ------------------------------------------------------ |
| エンターブレイン / マジキューコミックス | キミキス アンソロジーコミック (1)       | ISBN 978-4-7577-2925-4 | 2006年7月26日  |                                                        |
| エンターブレイン / マジキューコミックス | キミキス アンソロジーコミック (2)       | ISBN 978-4-7577-2962-9 | 2006年9月29日  |                                                        |
| エンターブレイン / マジキューコミックス | マジキュー4コマ キミキス pure rouge (1) | ISBN 978-4-7577-3834-8 | 2007年10月25日 | 巻数表記されているが、共に続巻は無し                   |
| エンターブレイン / マジキューコミックス | マジキュー4コマ キミキス Lips (1)       | ISBN 978-4-7577-3912-3 | 2007年12月25日 | 巻数表記されているが、共に続巻は無し                   |
| マッグガーデン                          | BCアンソロジーコレクション 「キミキス」 | ISBN 978-4-86127-296-7 | 2006年8月22日  |                                                        |
| 秋田書店 / チャンピオンREDコミックス    | キミキス THE ANTHOLOGY                  | ISBN 978-4-253-23038-4 | 2007年12月20日 | 初出：『チャンピオンRED いちご』VOL.2 & VOL.4 付録冊子 |

## 小説
エンターブレイン刊、レーベル：ファミ通文庫。
前者はゲーム版準拠、後者はアニメ版準拠（最後の展開は異なる）。
キミキス
日暮茶坊・著、高山箕犀/加茂・画。
| 巻数  | 収録編       | 図書コード         | 発売日        | 奥付発行日    |
| ----- | ------------ | ------------------ | ------------- | ------------- |
| 第1巻 | 星乃結美編   | ISBN 4-7577-2833-6 | 2006年7月3日  | 2006年7月14日 |
| 第2巻 | 二見瑛理子編 | ISBN 4-7577-2871-9 | 2006年8月30日 | 2006年9月11日 |

キミキス pure rouge
あきさかあさひ・著、J.C.STAFF/まりも・画。
| 巻数  | サブタイトル         | 図書コード             | 発売日         | 奥付発行日    |
| ----- | -------------------- | ---------------------- | -------------- | ------------- |
| 第1巻 | 恋のプロローグ       | ISBN 978-4-7577-3798-3 | 2007年10月29日 | 2007年11月9日 |
| 第2巻 | 思い出のラストシーン | ISBN 978-4-7577-3984-0 | 2008年1月30日  | 2008年2月12日 |

## インターネットラジオ
いずれも音泉で配信された。
亜美とかおりのキミキス チューニングアップ♪
2006年4月3日 - 10月23日。パーソナリティ担当は星乃結美役の小清水亜美と、里仲なるみ役の水橋かおり。
かおりと涼のキミキス チューニングポップ♪
2006年11月6日 - 2008年5月12日。パーソナリティ担当は里仲なるみ役の水橋かおりと、咲野明日夏役の広橋涼。

## テレビアニメ
『キミキス pure rouge』のタイトルで、2007年10月から2008年3月まで放送された。全25話。TV放送は24話まで、残り1話はDVD最終巻の収録とネット配信のみ。宣伝協力のBIGLOBEからもオンライン番組配信が行われていた。
放送に先駆けて2007年7月29日には、インターネットラジオの公開録音を兼ねて、テレビアニメ化&ドラマCD発売記念イベントがエンターブレイン本社内ホール『Winpa』にて開催された。また、10月1日から同月7日までの間、JR東日本秋葉原駅構内および大阪市営地下鉄御堂筋線心斎橋駅ホームにて駅貼りポスター広告が展開された。
主人公であったはずの相原光一は真田光一と相原一輝という二人のオリジナル主人公となり、アニメオリジナルキャラクターである甲斐栄二の登場、水澤摩央は主人公達と何年も会っていないフランス帰りの帰国子女という設定変更されるなど、ゲームの登場人物に名前が似ている登場人物によるオリジナルストーリーとなっている。

### ストーリー
アニメ版での物語は、真田光一、水澤摩央、相原一輝の三人のそれぞれの恋愛を中心に描かれている。純愛がテーマであったゲームとは全く違うオリジナルストーリーであり、三角関係や心変わりが中心となった愛憎劇となっている。
主人公の一人、高校二年の真田光一は、一年の頃からクラスメイトだった星乃結美に片思いしている。互いに意識し合っているのだが、これまで接点など無くほとんど会話すらないままであった。そんなある日、光一達の幼馴染で一つ年上の水澤摩央が、フランスから帰国子女として戻ってきて、真田家に居候することになる。同じ学校に転校した摩央は、隣の席の甲斐栄二が、大学に行かずにサックス奏者になる夢を持っていることを知り、彼に興味を持つようになる。もう一人の主人公、相原一輝は、IQ 190の天才である二見瑛理子に突然キスされる。とまどう一輝に、彼女は「恋愛の実験」と称して様々な提案をしてくる。同時期にスポーツ大好き少女である咲野明日夏からも好意を寄せられるようになる。
やがて摩央は栄二と一時的に距離が近くなるが、すぐに只のクラスメイトに戻る。光一の方は結美は交際を開始するが結美の転校が決まってしまう。摩央と栄二の関係を疑う光一、そんな光一を疑う結美、思い出に残る文化祭にしようと約束したはずの二人の関係はギクシャクしてしまう。
文化祭が盛り上がる中、一輝は明日夏から想いを告げられるものの、瑛理子を好きであることを理由に断り、好意を向けてくれた彼女に感謝の気持ちを伝えた。その後、約束をしていたにもかかわらず、待ち合わせの場所に来ていない瑛理子のことを見つけると、「傷つけてしまうのが怖い」と言う彼女に自身の想いを伝え結ばれることとなる。祇条深月は特定の誰かと恋仲に発展することは無く、栗生恵は文化祭を通じて柊明良に少しずつ想いを寄せ始める。一方で、光一と結美はお通夜のような雰囲気で文化祭を巡った末に破局、光一は結美に「転校しても会いに行く」という約束はもう守れないと告げ、想い人である摩央の元へ走り去り、結美は一人涙を流す。
ラストは光一と摩央が両想いのキスで締められている。

### スタッフ
- 原作 - エンターブレイン
- 監督 - カサヰケンイチ
- シリーズ構成 - 土屋理敬
- キャラクター原案 - 高山箕犀
- キャラクターデザイン - 岩倉和憲
- サブデザイン - 兵渡勝
- 美術監督 - 小林七郎
- 色彩設定 - 安藤智美→村永麻耶
- 撮影監督 - 黒澤豊
- 編集 - 西山茂
- 音響監督 - 明田川仁
- 音楽 - 七瀬光、横山克、岩垂徳行
- 音楽プロデューサー - 伊藤善之、小池克実
- 音楽制作 - ランティス
- プロデューサー - 湯川淳、鈴木健太、細川修、松倉友二、里見哲朗
- アニメーション制作プロデューサー - 大橋正夫
- アニメーション制作 - J.C.STAFF
- 製作 - キミキス製作委員会（バンダイビジュアル・エンターブレイン・博報堂DYメディアパートナーズ・J.C.STAFF）

### 主題歌
オープニングテーマ「青空loop」
歌 - marble / 作詞・作曲 - micco / 編曲 - 菊池達也
エンディングテーマ
「願い星」（第1話 - 第12話）
歌 - Snow* / 作詞・作曲 - shilo / 編曲 - 虹音
「忘れないで」（第13話 - 第24話）
歌 - Suara / 作詞・作曲 - shilo / 編曲 - shilo、石川智久

### 各話リスト
| 話数   | サブタイトル     | 脚本       | 絵コンテ       | 演出              | 作画監督                                                | 総作画監督      |
| ------ | ---------------- | ---------- | -------------- | ----------------- | ------------------------------------------------------- | --------------- |
| 1      | meet again       | 土屋理敬   | カサヰケンイチ | 石田暢            | 冷水由紀絵、岩倉和憲、富岡寛                            | -               |
| 2      | cool beauty      | 土屋理敬   | 高田耕一       | 高島大輔          | 谷川政輝、宮下雄次、鐘堕咏慈 石田啓一                   | 兵渡勝          |
| 3      | book mark        | 為我井徹   | 鈴木洋平       | 鈴木洋平          | 松原一之、中山由美、烏宏明 宮下雄次、石田啓一、岩倉和憲 | -               |
| 4      | step in          | 土屋理敬   | 葛谷直行       | 小林公二          | 柳伸亮、大薮佳奈子                                      | 兵渡勝          |
| 5      | jump up          | 水上清資   | 橋本敏一       | 橋本敏一          | 門智昭、冷水由紀絵                                      | -               |
| 6      | each melancholy  | 伊藤美智子 | 浅野勝也       | 浅野勝也          | 冨岡寛、矢向宏志                                        | -               |
| 7      | dear actress     | 土屋理敬   | 高田耕一       | 河村智之          | 都竹隆治、鐘堕咏慈、冷水由紀絵 松原一之、冨岡寛         | 兵渡勝          |
| 8      | close to you     | 國澤真理子 | 須永司         | 石田暢            | 村松尚雄、金田栄二、冨岡寛                              | 川田剛          |
| 9      | water girls      | 横谷昌宏   | 紅優           | 橋本敏一          | 松原一之、石田啓一、宮下雄次 佐藤敏明                   | 兵渡勝          |
| 10     | miss tone        | 水上清資   | 高田耕一       | 高島大輔          | 冷水由紀絵、宮川智恵子、川田剛                          | 川田剛          |
| 11     | tear drops       | 伊藤美智子 | 鈴木洋平       | 小林公二          | 柳伸亮、大籔佳奈子                                      | -               |
| 12     | passing rain     | 横谷昌宏   | 須間雅人       | 山田一夫          | 浅野勝也、宮川智恵子、松原一之 石田啓一、谷川政輝       | 川田剛          |
| 13     | crossroad        | 伊藤美智子 | 鈴木洋平       | 鈴木洋平          | 冨岡寛、矢向宏志                                        | -               |
| 14     | summer holidays  | 國澤真理子 | 橋本敏一       | 橋本敏一          | 冷水由紀絵、大木良一、川田剛                            | 川田剛          |
| 15     | now's the time   | 水上清資   | 高田耕一       | 北川正人          | 星二徹、大貫希、花輪美幸                                | 兵渡勝          |
| 16     | stand in         | 横谷昌宏   | 福田道生       | 高島大輔          | 金田栄二、西村広                                        | 川田剛          |
| 17     | her answer       | 伊藤美智子 | 石田暢         | 石田暢            | 松原一之、石田啓一、谷川政輝                            | 兵渡勝          |
| 18     | rainy blue       | 國澤真理子 | 高田耕一       | 小林公二          | 柳伸亮、大籔佳奈子                                      | 兵渡勝          |
| 19     | true heart       | 土屋理敬   | 鈴木洋平       | 鈴木洋平          | 冷水由紀絵、下谷智之                                    | -               |
| 20     | uncontrollable   | 水上清資   | 高田耕一       | 高島大輔          | 矢向宏志、冨岡寛                                        | -               |
| 21     | cutting memory   | 横谷昌宏   | 橋本敏一       | 橋本敏一          | 山田裕子、谷川政輝、大木良一                            | 川田剛 下谷智之 |
| 22     | time goes by     | 伊藤美智子 | 高田耕一       | 小林公二 高田耕一 | 星二徹、崔副京、森田実 金一倍                           | 兵渡勝          |
| 23     | miss you         | 國澤真理子 | 石田暢         | 石田暢            | 松原一之、大木良一、石田啓一 宮下雄次、シタヤトモユキ   | 川田剛          |
| 24     | ……and meet again | 土屋理敬   | 鈴木洋平       | 鈴木洋平          | 冷水由紀絵、兵渡勝                                      | 兵渡勝          |
| 特別編 | love fighter     | 土屋理敬   | カサヰケンイチ | カサヰケンイチ    | 下谷智之                                                | -               |

### 放送局
本放送に先駆けて特集番組『キミキス pure rouge 〜もうすぐアニメが始まっちゃいますっ!スペシャル〜』がチバテレビ、tvk、テレ玉、テレビ愛知にて放送された。小清水亜美を司会に、作品概要の紹介や出演者及びOP主題歌歌手・marbleへのインタビュー（ED主題歌歌手・Snow*からのビデオメッセージもあり）、更に儀武ゆう子がレポーターとして制作スタジオに取材（松倉プロデューサーなどへのインタビュー）という構成内容。なお、ナレーションは中原麻衣が務めた。
| 放送地域   | 放送局            | 放送期間                       | 放送日時           | 系列           | 備考                    |
| 特集番組   | 特集番組          | 特集番組                       | 特集番組           | 特集番組       | 特集番組                |
| ---------- | ----------------- | ------------------------------ | ------------------ | -------------- | ----------------------- |
| 千葉県     | チバテレビ        | 2007年9月30日                  | 日曜 25:30 - 26:00 | 独立UHF局      |                         |
| 神奈川県   | tvk               | 2007年10月1日                  | 月曜 23:00 - 23:30 | 独立UHF局      |                         |
| 埼玉県     | テレ玉            | 2007年10月3日                  | 水曜 25:30 - 26:00 | 独立UHF局      |                         |
| 愛知県     | テレビ愛知        | 2007年10月5日                  | 金曜 25:58 - 26:28 | テレビ東京系列 |                         |
| 本放送     |                   |                                |                    |                |                         |
| 近畿広域圏 | 毎日放送          | 2007年10月6日 - 2008年3月16日  | 土曜 26:55 - 27:25 | TBS系列        | 「アニメシャワー」第3部 |
| 千葉県     | チバテレビ        | 2007年10月7日 - 2008年3月17日  | 日曜 25:30 - 26:00 | 独立UHF局      |                         |
| 福岡県     | RKB毎日放送       | 2007年10月7日 - 2008年3月17日  | 日曜 26:13 - 26:43 | TBS系列        |                         |
| 神奈川県   | tvk               | 2007年10月8日 - 2008年3月18日  | 月曜 23:00 - 23:30 | 独立UHF局      |                         |
| 埼玉県     | テレ玉            | 2007年10月10日 - 2008年3月20日 | 水曜 25:30 - 26:00 | 独立UHF局      |                         |
| 愛知県     | テレビ愛知        | 2007年10月12日 - 2008年3月22日 | 金曜 25:58 - 26:28 | テレビ東京系列 |                         |
| 日本全域   | BIGLOBEストリーム | 2007年10月13日 - 2008年3月29日 | 土曜 10:00 更新    | ネット配信     |                         |

## アニメ関連商品

### CD
発売元はランティス。
| タイトル                                           | 歌         | 発売日         |
| -------------------------------------------------- | ---------- | -------------- |
| OPテーマ 「青空loop」                              | marble     | 2007年10月24日 |
| 前期EDテーマ 「願い星」                            | Snow*      | 2007年11月21日 |
| 後期EDテーマ 「忘れないで」                        | Suara      | 2008年1月23日  |
| 「キミキス pure rouge」 オリジナルサウンドトラック | -          | 2008年3月26日  |
| 「キミキス pure rouge」 キャラクターソングアルバム | 各担当声優 | 2008年4月23日  |

### DVD
発売元はバンダイビジュアル。第1巻のみ1話収録。以降、各巻3話収録。
| タイトル                                         | 発売日         |
| ------------------------------------------------ | -------------- |
| キミキス pure rouge（1）                         | 2007年12月21日 |
| キミキス pure rouge（2）                         | 2008年1月25日  |
| キミキス pure rouge（3）                         | 2008年2月22日  |
| キミキス pure rouge（4）                         | 2008年3月25日  |
| キミキス pure rouge（5）                         | 2008年4月25日  |
| キミキス pure rouge（6）                         | 2008年5月23日  |
| キミキス pure rouge（7）                         | 2008年6月25日  |
| キミキス pure rouge（8）                         | 2008年7月25日  |
| キミキス pure rouge（9）                         | 2008年8月22日  |
| EMOTION the Best 「キミキス pure rouge」 DVD-BOX | 2011年1月28日  |